# Calosoma aurocinctum
Calosoma aurocinctum is een keversoort uit de familie van de loopkevers (Carabidae). De wetenschappelijke naam van de soort is voor het eerst geldig gepubliceerd in 1850 door Chaudoir.
De lengte van de kever is 22 tot 27 millimeter. De kever is geheel groen van kleur, de dekschilden hebben een rode rand.
De soort komt voor van Texas en Arizona tot Guatemala en Nicaragua.